# Goral východní
Goral východní (Naemorhedus caudatus) je druh divoké horské kozy obývající Východní a Jihovýchodní Asii.

## Synonyma
- Nemorhaedus caudatus Milne-Edwards, 1867

## Popis
- hmotnost: 22–35 kg
- délka těla: 95–130 cm
- délka ocasu: 7–20 cm
- výška v kohoutku: 50–70 cm

Goral východní je příbuzný kozám a kamzíkům. Je to podsaditý, končetiny a krk jsou kratší, samcům vyrůstá na krku krátká polovzpřímená hříva. Obě pohlaví mají 12–18 cm dlouhé růžky.
Srst má hnědošedou barvu, na hřbetě se však táhne černý úhoří pruh, tmavý je také chvost, naopak směrem ke kopýtkům je srst světlejší. Pesíky jsou dlouhé a hrubé.

## Rozšíření a stanoviště
Areál gorala východního sahá od jihovýchodní Sibiře a Korejského poloostrova a Číny do Myanmaru, Laosu a Thajska. Obývají nepřístupné zalesněné horské svahy od 1000 do 4000 m n. m. a to včetně Himálaje, v Thajsku žijí v pohoří Tanentaundži.

## Biologie
Samci gorala východního žijí osamoceně, samice s mláďaty tvoří malá stáda o 4–12 kusech. Živí se hlavně listy, plody a větvičkami nízkých dřevin, spásají trávu i byliny a v případě nouze okusuje i mechy a lišejníky. Velmi dobře vidí a spoléhají se na zrak více než jiní kopytníci.
Říje přichází v listopadu a v prosinci. Samci bojují o právo pářit se se samicemi, přetlačují se čely a vydávají kašlavé a syčivé zvuky. Březost trvá 6 měsíců, jediné mládě je schopné následovat matku záhy po narození. Pohlavní dospělost přichází ve třech letech, v zajetí se dožívají až 17 let.

## Poddruhy
- Nemorhaedus caudatus ssp. arnouxianus – goral tmavý
- Naemorhedus caudatus ssp. raddeanus – goral mandžuský
- Naemorhedus caudatus ssp. evansi
- Naemorhedus caudatus ssp. caudatus – goral východní
- Naemorhedus caudatus ssp. griseus – goral sečuánský

## Chov v zoo
Patří mezi vzácně chované druhy. V Evropě je chována jedna poslední samice gorala mandžuského v Zoo Tallinn v Estonsku a dále goral sečuánský, a to ve třinácti zoo.
V Česku goraly východní (resp. sečuánské) chová od roku 2001 Zoo Plzeň.
V červnu 2019 se staronovým chovatelem tohoto druhu stala Zoo Praha. Nejprve přijela samice právě ze Zoo Plzeň. O den později poté samec z německé Zoo Magdeburg. Historicky však již tento druh byl v pražské zoo chován, a to v letech 1960 až 1990, 2001 až 2005 a 2011 až 2012. Dost možná právě v Zoo Praha bylo v roce 1962 dosaženo evropského prvoodchovu.